# Günther Würfel
Günther Würfel (* 24. März 1948) ist ein ehemaliger österreichischer Sprinter.

## Karriere
Bei den Olympischen Spielen 1972 in München wurde er mit der österreichischen Mannschaft im Halbfinale der 4-mal-100-Meter-Staffel disqualifiziert.
Von 1973 bis 1975 wurde er dreimal in Folge Österreichischer Meister über 200 m.

## Persönliche Bestzeiten
- 100 m: 10,5 s, 19. Mai 1974, Bonn
- 200 m: 21,0 s, 19. Mai 1974, Bonn